# Denké Kossi Wazo
Wazo Denké (Lomé, 18 de mayo de 1958 - Limoges, 16 de marzo de 2014) fue un jugador de fútbol togolés que jugaba en la demarcación de defensa.

## Biografía
Hizo su debut como futbolista en 1978 con el Aiglons de Lomé de su ciudad natal. Tras participar en la Copa Africana de Naciones 1984, Wazo intentó unirse a un club marfileño, aunque finalmente fue repatriado a su país. En junio de 1984 se convirtió en el primer futbolista togolés en irse a jugar a Europa tras unirse a las filas del LB Châteauroux francés. Posteriormente jugó en el Bourges 18, y tras un breve paso por Suiza, finalmente acabó su carrera como futbolista en el Sud Nivernais Imphy Decize en 1988.
Falleció el 16 de marzo de 2014 en Francia a los 55 años de edad tras una larga enfermedad.

## Selección nacional
Jugó un total de 70 partidos para la selección de fútbol de Togo, incluyendo un partido de clasificación para la Copa Mundial de Fútbol. También jugó con Togo la Copa Africana de Naciones 1984 celebrada en Costa de Marfil.
Tras su retiro como futbolista, Wazo se convirtió en asesor técnico de la selección de Togo en la Copa Africana de Naciones 1998.

## Clubes
| Club                       | País    | Año         |
| -------------------------- | ------- | ----------- |
| Aiglons de Lomé            | Togo    | 1978 - 1984 |
| LB Châteauroux             | Francia | 1984 - 1985 |
| Bourges 18                 | Francia | 1985 - 1986 |
| Desconocido                | Suiza   | 1986 - 1987 |
| Sud Nivernais Imphy Decize | Francia | 1987 - 1988 |